# Maluba-lube Community
Maluba-lube Community är en gemenskap i Lesotho.   Den ligger i distriktet Berea, i den nordvästra delen av landet, 30 km nordost om huvudstaden Maseru.